# Klostermannova chata
Klostermannova chata – dawne schronisko turystyczne, a obecnie hotel, położony we wsi Modrava, w czeskiej części Szumawy. Obiekt położony jest na wysokości ok. 990 m n.p.m.

## Historia
Obiekt powstał w latach 20. XX wieku, kiedy to międzywojenny Klub Czechosłowackich Turystów (KČST) rozpoczął w na terenie Szumawy budowę sieci obiektów noclegowych na tym terenie tak, aby odległość pomiędzy nimi wynosiła ok. 18-25 km. Jego otwarcie miało miejsce 22 czerwca 1924 roku. Budynek powstał według projektu architekta Bohuslava Fuchsa, a schronisku nadano imię Karela Klostermanna (1848-1923) – czesko-niemieckiego pisarza, sławiącego piękno Szumawy. Po wybudowaniu obiekt dysponował 79 miejscami noclegowymi (57 w pokojach, 22 w dwóch salach zbiorowych), był zaopatrzony w wodę oraz elektryczność.
Podczas II wojny światowej obiekt zajął Wehrmacht, a po jej zakończeniu – czechosłowacka Straż Graniczna. Następnie pozostawał w dyspozycji zakładów Škody w Pilznie. Na początku lat 90. XX wieku budynek wyłączono z eksploatacji z uwagi na stan techniczny. W 1996 roku wpisano go do rejestru obiektów zabytkowych Republiki Czeskiej (nr 11401/4-5083).
Obiekt niszczał do 2002, kiedy to rozpoczął się jego remont, prowadzony pod nadzorem Narodowego Urzędu Zabytków Republiki Czeskiej (Národní památkový ústav) oraz Zarządu Parku Narodowego Szumawa. W kwietniu 2004 roku ponowie udostępniono go dla ruchu turystycznego.

## Warunki pobytu
Obiekt oferuje 60 miejsc noclegowych w pokojach dwu i czteroosobowych z zapleczem socjalnym. W obiekcie mieści się również restauracja, sauna i kręgielnia. 

## Szlaki turystyczne
- Modrava - Klostermannova chata - Filipova Huť - Zlatá stezka - Horská Kvilda